# Abudefduf septemfasciatus
Abudefduf septemfasciatus és una espècie de peix de la família dels pomacèntrids i de l'ordre dels perciformes.

## Morfologia
Els mascles poden assolir els 23 cm de longitud total.

## Distribució geogràfica
Es troba des de l'Àfrica oriental fins a les Illes de la Línia, les Tuamotu, el sud del Japó i el sud de la Gran Barrera de Corall.